# Johann Friedrich Löwen
Pour les articles homonymes, voir Löwen.
Johann Friedrich Löwen, né le 13 septembre 1727 à Clausthal et mort le 23 décembre 1771 à Rostock, est un poète, dramaturge et historien du théâtre allemand.
Après des études de droit à Helmstedt et à Göttingen, il s'installe à Hambourg en 1751 où il fonde en 1767 un théâtre national, modelé sur le Théâtre royal danois, dont il devient directeur. Il emploie Gotthold Ephraim Lessing comme dramaturge. En 1769, après l'échec de ce projet, il se retire à Rostock.